# Sigmund Rascher
Sigmund Rascher (Múnich, Baviera; 12 de febrero de 1909 - Dachau, Alemania; 26 de abril de 1945), tercer hijo del médico alemán Hans-August Rascher, fue un médico alemán de las SS. Sus experimentos mortales, de altitud e hipotermia,  con seres humanos, previstos y ejecutados en el campo de concentración de Dachau y Auschwitz, fueron juzgados como inhumanos y crueles durante los juicios de Núremberg.

## Carrera en las SS
En 1933 siguió los pasos de su padre y comenzó a estudiar medicina en Múnich, donde también se unió al Partido Nacionalsocialista Obrero Alemán (NSDAP). Él dijo haberse unido el día 1 de marzo, mientras que algunos documentos demuestran que tuvo lugar el 1 de mayo, dos meses después.
Trabajó con su padre, divorciado ya, en Basilea (Suiza), también continuando sus estudios. Allí se unió a las fuerzas de trabajo voluntarias suizas, y en 1934 se trasladó a Múnich para acabar sus estudios, terminándolos en 1936 con un doctorado. 
En mayo de 1936 se unió a la Sturmabteilung (SA), y cuando se cambió a los SS en 1939 había alcanzado el grado de Gefreiter. Muy probablemente fue entonces cuando conoció a Josef Mengele. 
En Múnich, ayudado por una beca, entre 1936 y 1938 trabajó con el profesor Trumpp en el diagnóstico del cáncer, y fue hasta 1939  ayudante sin paga en el hospital de la universidad. Su última esposa, la cantante retirada Karoline Diehl fue amiga íntima de Heinrich Himmler y demostró ser una aliada inestimable en la consolidación de la carrera de Sigmund Rascher en la SS, ya que tenía muy buenas relaciones con Himmler. Se dice  de ella que  ocultó su amistad con Himmler en los principios del NSDAP, aunque años después tal amistad era popularmente conocida.
En 1942, Sigmund Rascher fue enviado al campo de concentración de Dachau donde estuvo al mando de los experimentos con la Luftwaffe sometiendo a los prisioneros a cambios de presión para estudiar el comportamiento de los pilotos en altitudes extremas. En una cámara de presión los individuos perecían en medio de horrorosas convulsiones por excesiva presión intracraneana, todo esto con la aprobación y en nombre del mismo Himmler. 
También se asoció con Josef Mengele para estudiar los efectos de la hipotermia en agua usando algunos prisioneros de Auschwitz. Los condenados eran sumergidos en estanques con agua y hielo vistiendo diferentes ropas y usando a un prisionero desnudo como control.
Esta actividad le abrió las puertas de la carrera académica. En el año de 1944 ya enseñaba en la universidad de Estrasburgo.

## Engaño a Himmler y muerte
Para demostrar la superioridad de la raza aria y para agradar aún más a Himmler, decidió formar un ejemplo de "familia aria". El problema fue que su mujer era 15 años mayor que él y no podían tener esos ansiados hijos. La solución fue dar a conocer al mundo a los hijos de su criada y el carpintero Fritz Meyerhold como los hijos de Sigmund Rascher y Karoline Diehl. Esto provocó que Karoline fuera reconocida por la prensa alemana del momento como la "madre ejemplar alemana".
Con la llegada del segundo de los tres hijos a casa de Rascher, Himmler comenzó a enviar paquetes con 165 marcas de fruta, chocolates y otros convites para aquella "ejemplar" familia. Orgulloso de ellos, además, utilizó una foto de esta familia como propaganda de las SS.
Pero la mentira duró hasta 1945, cuando Himmler descubrió el engaño de sus "amigos". 
Fue él quien ordenó a las SS que ejecutaran a Sigmund Rascher y Karoline Diehl en el campo de concentración de Dachau. 
Era el 26 de abril de 1945 y al propio Himmler, sin saberlo, le quedaba menos de un mes de vida.